# Traillochorema rakiura
Traillochorema rakiura là một loài Trichoptera trong họ Hydrobiosidae. Chúng phân bố ở miền Australasia.